# ولاية نواكشوط الشمالية
ولاية نواكشوط الشمالية هي ولاية موريتانية تتكون من 3 أقسام في العاصمة الموريتانية نواكشوط وهي: دار النعيم التي هي عاصمة الولاية، وتيارت، وتوجنين. أنشئت الولاية في 25 نوفمبر 2014 حيث قسمت ولاية نواكشوط إلى 3 ولايات كانت نواكشوط الشمالية واحدة منها. الوالي هو محمد الأمين ولد محمد الطيب ولد عدي.